# Tabanus pluto
Tabanus pluto är en tvåvingeart som beskrevs av Walker 1848. Tabanus pluto ingår i släktet Tabanus och familjen bromsar. Inga underarter finns listade i Catalogue of Life.